# Edevaldo
Edevaldo de Freitas, detto Edevaldo (Campos dos Goytacazes, 28 gennaio 1958), è un ex calciatore brasiliano, di ruolo difensore.

## Caratteristiche tecniche
Giocava come difensore centrale o laterale.

## Carriera

### Club
Debuttò nel campionato brasiliano con il Fluminense, dove rimase fino al 1981, anno in cui si trasferì all'Internacional; con il Vasco da Gama raggiunse la finale della Copa Brasil 1984, giocando entrambe le partite da titolare: il suo club perse però il titolo in favore del Fluminense a causa del gol di Romerito nella gara di andata.
Nel 1986 passò al Porto e nel 1987 partecipò al campionato nazionale nelle file del Bangu di Rio de Janeiro; da quell'anno in poi, la sua carriera continuò in piccoli club, specialmente dello stato di Rio de Janeiro, e si concluse nel 1998.

### Nazionale
Ha giocato 18 partite per il Brasile, venendo incluso tra i convocati per il campionato del mondo 1982.

## Palmarès

### Competizioni statali
- Campionato Carioca: 1

Fluminense: 1980
- Campionato Carioca Série A2: 1

Mesquita: 1996

### Competizioni nazionali
- Campionato portoghese: 1

Porto: 1985-1986